# Megan Rapinoe
Megan Anna Rapinoe (pronunciado /rəˈpiːnoʊ/ (escucharⓘ)) (Redding, California, 5 de julio de 1985), también conocida como Pinoe, es una exfutbolista profesional estadounidense que jugaba como centrocampista o extremo, su último equipo fue OL Reign de la National Women's Soccer League. Como miembro de la selección femenina de fútbol de los Estados Unidos, ayudó a ganar la Copa Mundial Femenina de Fútbol de 2015, los Juegos Olímpicos de 2012 y la medalla de plata en la Copa Mundial Femenina de Fútbol de 2011. En el Mundial de 2019 ganó el oro con el equipo y además fue Balón de Oro, Bota de Oro y MVP en tres partidos de la competición, incluida la final. El 23 de septiembre de 2019 fue elegida la Mejor Jugadora de 2019 por la FIFA y recibió el Balón de Oro Femenino anual siendo la primera futbolista en la historia en lograr ambos galardones.
Rapinoe es conocida internacionalmente por su elaborado y técnico estilo de juego, y por su preciso pase a Abby Wambach en el minuto 122 de los cuartos de final de la Copa Mundial Femenina de Fútbol de 2011 contra Brasil, que acabó en gol e igualó el marcador. Posteriormente Estados Unidos ganaría el partido en la tanda de penales. Durante los Juegos Olímpicos de 2012 marcó tres goles y fue la máxima asistente del equipo con cuatro asistencias consiguiendo la medalla de oro para Estados Unidos. 
Es la primera jugadora de fútbol, femenino o masculino, en marcar un gol olímpico en Juegos Olímpicos en Londres 2012, hazaña que repitió en Tokio 2021.
Rapinoe es una defensora de numerosas organizaciones LGBT, incluyendo Gay, Lesbian and Straight Education Network (GLSEN) y Athlete Ally. También es activista por la igualdad de trato y la visibilidad hacia el fúltbol femenino.
Es patrocinada por Nike, Samsung y DJO Global, y ha aparecido en varios promocionales para las compañías de ropa Wildfang y Nike. Anteriormente jugó para Chicago Red Stars, Philadelphia Independence y MagicJack en la Women's Professional Soccer y en el Olympique de Lyon en la Division 1 Féminine, y nuevo rostro de la marca de lencería Victoria's Secret.

## Biografía
Rapinoe creció en Redding, California, con sus padres, Jim y Denise, y sus cinco hermanos, incluyendo su melliza, Rachael. Pasó la mayor parte de su juventud jugando con equipos dirigidos por su padre hasta la escuela secundaria. En lugar de jugar al fútbol en Foothill High School, Rapinoe jugó para el equipo de Elk Grove Pride, localizado al sur de Sacramento. Compitió en atletismo como estudiante de primer y segundo año; baloncesto como estudiante de primer año, segundo año y senior; y estuvo en la lista de honor cada semestre de la escuela secundaria. Fue llamada para el McDonald's All-American Game en 2004. Rapinoe jugó para el equipo del Olympic Development Program (ODP) sub-14 del Estado de Carolina del Norte en 1999 y también para el equipo regional del ODP en 2002.

### Elk Grove United (2002-05)
Entre 2002 y 2005, Rapinoe jugó para Elk Grove Pride en la Women's Premier Soccer League junto con su hermana melliza, Rachael, y su futura compañera en la selección, Stephanie Cox. Ella y su familia tardaban dos horas y media en viajar desde su ciudad natal para jugar con el equipo. Durante los US Youth Soccer National Championships, marcó un gol que igualó el marcador 1-1 en el minuto 18 contra Peachtree City Lazers. Elk Grove United acabó segundo en los nacionales después de que los Lazers marcasen otro gol en la segunda parte.

### Portland Pilots (2005–08)
Rapinoe y su hermana asistieron a la Universidad de Portland en Portland, Oregón. Las mellizas Rapinoe casi se comprometieron con la Universidad de Santa Clara antes de escoger jugar con los Portland Pilots con becas integrales. En 2004, Rapinoe no jugó fútbol universitario en lo que habría sido su primera temporada con el objetivo de jugar la Copa Mundial Femenina de Fútbol Sub-19 de 2004 donde los Estados Unidos quedaron terceros.
En 2005 como debutante, Rapinoe ayudó a los Pilots a conseguir una temporada invicto y el NCAA Division I Women's Soccer Championship. Durante los cuartos de final de la College Cup contra el Notre Dame, marcó dos goles y dio una asistencia ayudando a los Pilots a ganar 3-1 y avanzar en la College Cup. Durante la final de la College Cup contra UCLA marcó un gol y dio una asistencia ayudando a los Pilots a ganar 4-0. Fue incluida en el NSCAA First Team All-American y estuvo en el Soccer America First Team Freshman All-America. Rapinoe también estuvo en el NCAA Women's Soccer Championship All Tournament Team y fue la Freshman of the Year de la Conferencia de la Costa Oeste. También fue nombrada en el All-West Coast Conference First Team y el All-West Coast Conference Freshman Team. Rapinoe jugó y empezó los 25 partidos como centrocampista ofensiva, marcando 15 goles y dando 13 asistencias, lo que le dio 43 puntos, quinta mejor posición en puntos para una debutante en la historia de la escuela.
En su segundo año en 2006, Rapinoe estuvo entre las máximas goleadoras de los Estados Unidos con diez goles y dos asistencias en once partidos. Durante un partido contra Washington State University el 5 de octubre, sufrió su primera lesión en el ligamento cruzado anterior que impidió que pudiese volver a jugar durante esa temporada. A pesar de su lesión, fue una de las tres mejores jugadoras de la historia de Portland, incluyendo a Tiffeny Milbrett y Shannon MacMillan, marcó 25 goles y consiguió 15 asistencias en dos temporadas. En 2007, tras dos partidos, Rapinoe sufrió su segunda lesión en el ligamento cruzado anterior que volvió a impedir que jugase otra temporada. La NCAA le concedió una exención por dificultades médicas, pero no la usó.
Después de tomarse un tiempo para recuperarse de su segunda lesión del ligamento cruzado anterior, Rapinoe volvió en la temporada de 2008 y estuvo en el once inicial de los 22 partidos que jugaron los Pilots. Ayudó al equipo a conseguir un récord de 20 partidos ganados y 2 perdidos marcando cinco goles y dando 13 asistencias. Fue la máxima asistente de los Pilots, y también de toda la Conferencia de la Costa Oeste, y fue nombrada Jugadora del Año de la Conferencia de la Costa Oeste. También estuvo en el Soccer America First-Team All-American y el NSCAA Second Team All-American. A pesar de poder volver a ser escogida durante un año más en la liga universitaria por la exención por dificultades médicas, optó por entrar en el Draft de la Women's Professional Soccer. Rapinoe obtuvo 88 puntos durante su carrera, incluyendo 30 goles y 28 asistencias, siendo la décima clasificada en la historia de la escuela a pesar de haber jugado solo 60 partidos.

## Trayectoria en clubes

### Women's Professional Soccer (2009-11)
Rapinoe fue seleccionada en la segunda posición del Draft de la WPS de 2009 por las Chicago Red Stars para la temporada inaugural de la Women's Professional Soccer, la primera división de fútbol en los Estados Unidos en ese momento. Estuvo en el once inicial en 17 de los 18 partidos en los que jugó para las Red Stars y jugó un total de 1376 minutos. Rapinoe marcó dos goles y asistió en otros tres. En agosto de 2009, fue llamada para el equipo All-Star de la liga y jugó en el partido All-Star de la WPS de 2009 contra el campeón sueco del Damallsvenskan, Umeå IK. En 2010, fue titular en 19 de los 20 partidos en los que jugó para las Red Stars y marcó un gol.

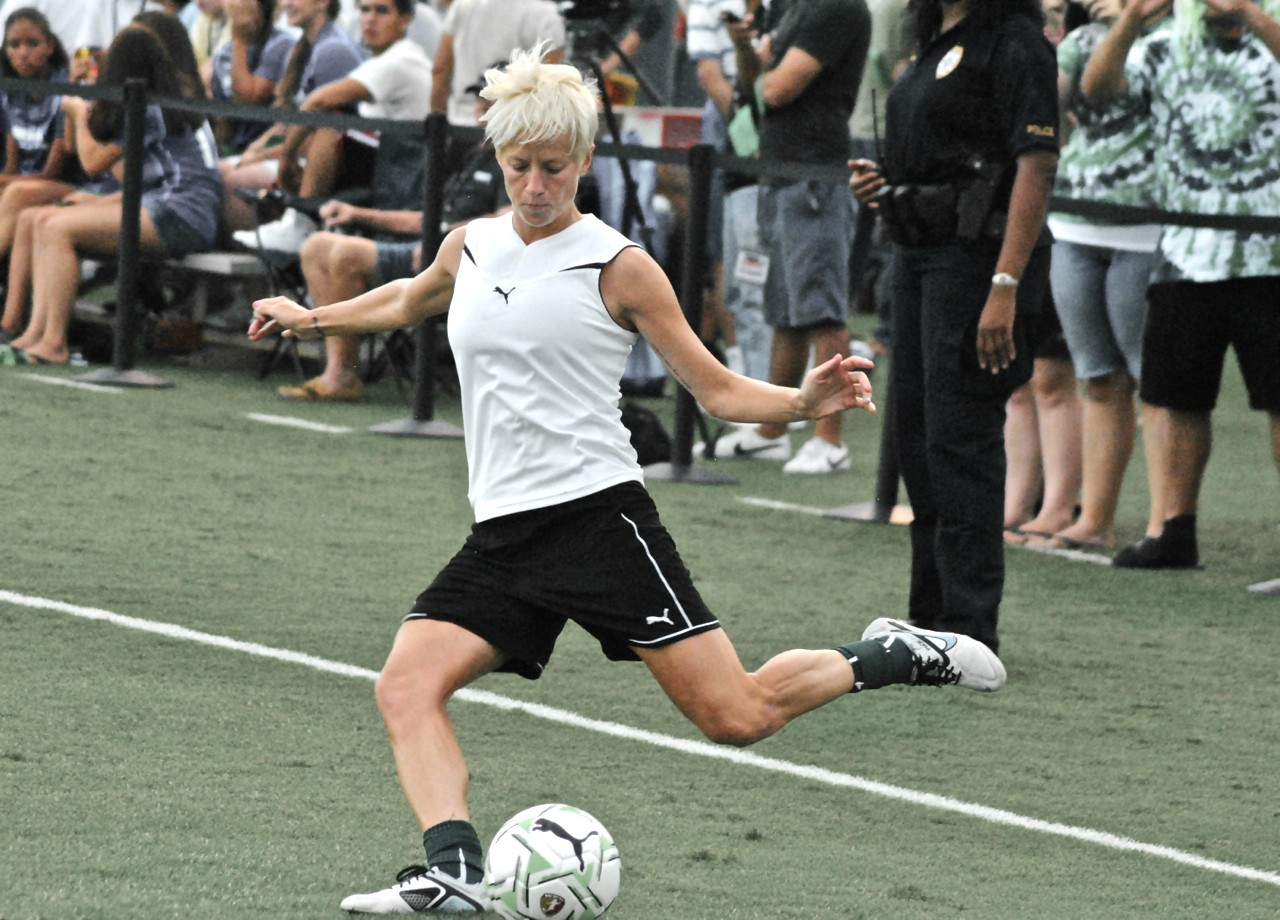
Rapinoe calentando antes de un partido con MagicJack en 2011.

En diciembre de 2010, Rapinoe firmó con Philadelphia Independence, que estaba en expansión, después de cesar las operaciones con Chicago Red Stars. Jugó en cuatro partidos y anotó un gol antes de ser traspasada a MagicJack mientras estaba en Alemania para la Copa Mundial Femenina de Fútbol de 2011. Se declaró que el «dinero en efectivo» envuelto en la transferencia fue de 100 000 $. El salario medio de una futbolista femenina en la liga era de 25 000 $. Rapinoe marcó dos goles en sus ocho apariciones en la temporada regular con MagicJack ayudando al equipo a quedar tercero en la clasificación de la liga y asegurando un puesto en los playoffs. Durante el partido de semifinales contra los Boston Breakers el 17 de agosto de 2011, Rapinoe marcó en el minuto 61, asegurando la victoria del equipo por 3 a 1 y avanzando así a la final del campeonato. Finalmente MagicJack fue derrotado 2 a 0 por Philadelphia Independence en la final. El 25 de octubre de 2011, la WPS votó terminar con la franquicia de MagicJack, dejando a Rapinoe y a muchas otras jugadoras como agentes libres para la temporada de 2012. La liga suspendió sus operaciones a principios de 2012.

### Sydney F. C. y Seattle Sounders Women (2011-12)
En octubre de 2011, Rapinoe firmó con el equipo australiano de la W-League, Sydney F. C., como jugadora invitada para dos partidos. En su segundo partido contra Melbourne Victory, marcó cuando quedaban siete minutos para el final consiguiendo los tres puntos para Sydney. Esa victoria fue la primera de Sydney durante la temporada 2011-12. Sydney terminó tercero en la temporada regular y llegó a los playoffs, donde fue derrotado por Brisbane Roar en la tanda de penales.
Durante el verano de 2012, Rapinoe se unió a sus compañeras de selección, Hope Solo, Sydney Leroux, Alex Morgan y Stephanie Cox, para jugar con Seattle Sounders Women, a la vez que se preparaban para los Juegos Olímpicos de 2012. Sobre el fichaje, el entrenador de Sounders, Michelle French, dijo: «Partiendo de su liderazgo y éxito en la Universidad de Portland, Megan ha continuado evolucionando y se ha convertido en una de las más emocionantes, impredecibles, creativas y llamativas jugadoras del fútbol femenino». Rapinoe hizo dos apariciones durante la temporada regular con el equipo, dando dos asistencias. Con Rapinoe y sus compañeras de selección presentes en el equipo los Sounders agotaron las entradas en nueve de sus diez partidos en casa en el Starfire Stadium, que tiene un aforo para 4500 personas. La media de asistencia durante la temporada de 2012 para Sounders Women fue cuatro veces mayor que la del siguiente equipo más cercano.

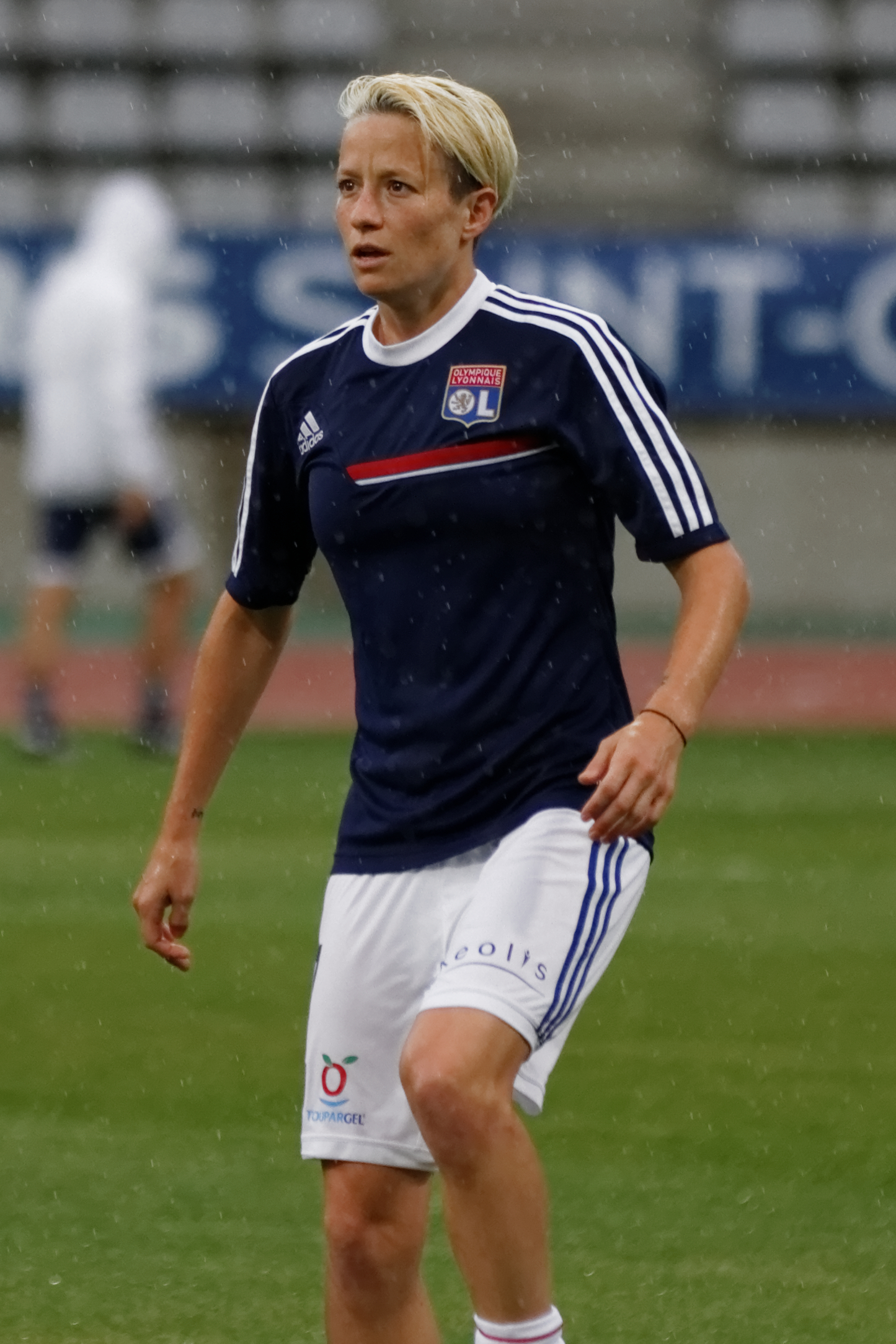
Rapinoe con el Olympique de Lyon.

### Olympique de Lyon (2013-14)
En enero de 2013, Rapinoe firmó un contrato de seis meses con el Olympique de Lyon, el equipo francés que había ganado previamente seis ligas francesas y dos títulos europeos consecutivos, por un sueldo de 11 000 € al mes. Rapinoe jugó para el equipo en seis partidos de la temporada regular, marcó dos goles y jugó principalmente como extremo izquierda en una formación 4-3-3.
Rapinoe hizo su debut en la Liga de Campeones Femenina de la UEFA durante el partido de ida de los cuartos de final de la temporada 2012-13 contra el Malmö el 20 de marzo de 2013. En el partido de vuelta marcó un gol, contribuyendo a la victoria final del Lyon por 0-3, 8-0 en el resultado global. Más tarde, marcó un gol y dio una asistencia durante la victoria por 1-6 ante Juvisy en el partido de vuelta de las semifinales. Rapinoe se convirtió en la quinta mujer estadounidense de la historia en jugar una final de la Liga de Campeones cuando el Lyon se enfrentó al Wolfsburgo el 23 de mayo de 2013. El Lyon perdió por 1 a 0 en la final. Rapinoe concluyó su debut en la Liga de Campeones haciendo cinco apariciones, marcando dos goles y dando una asistencia.
Después de volver a Lyon para la temporada 2013-14, Rapinoe anotó tres goles en sus ocho apariciones para el club. Durante la Liga de Campeones 2013-14, hizo cuatro apariciones para el Lyon y marcó un gol durante la derrota al Twente por 6-0. El Lyon fue eliminado en los dieciseisavos de final. En enero de 2014, se anunció que la estancia de Rapinoe en el Lyon acababa antes de lo planeado y que jugaría en Seattle Reign durante la temporada completa de 2014. Terminó su estancia en el Lyon habiendo anotado 8 goles en 28 partidos en todas las competiciones.

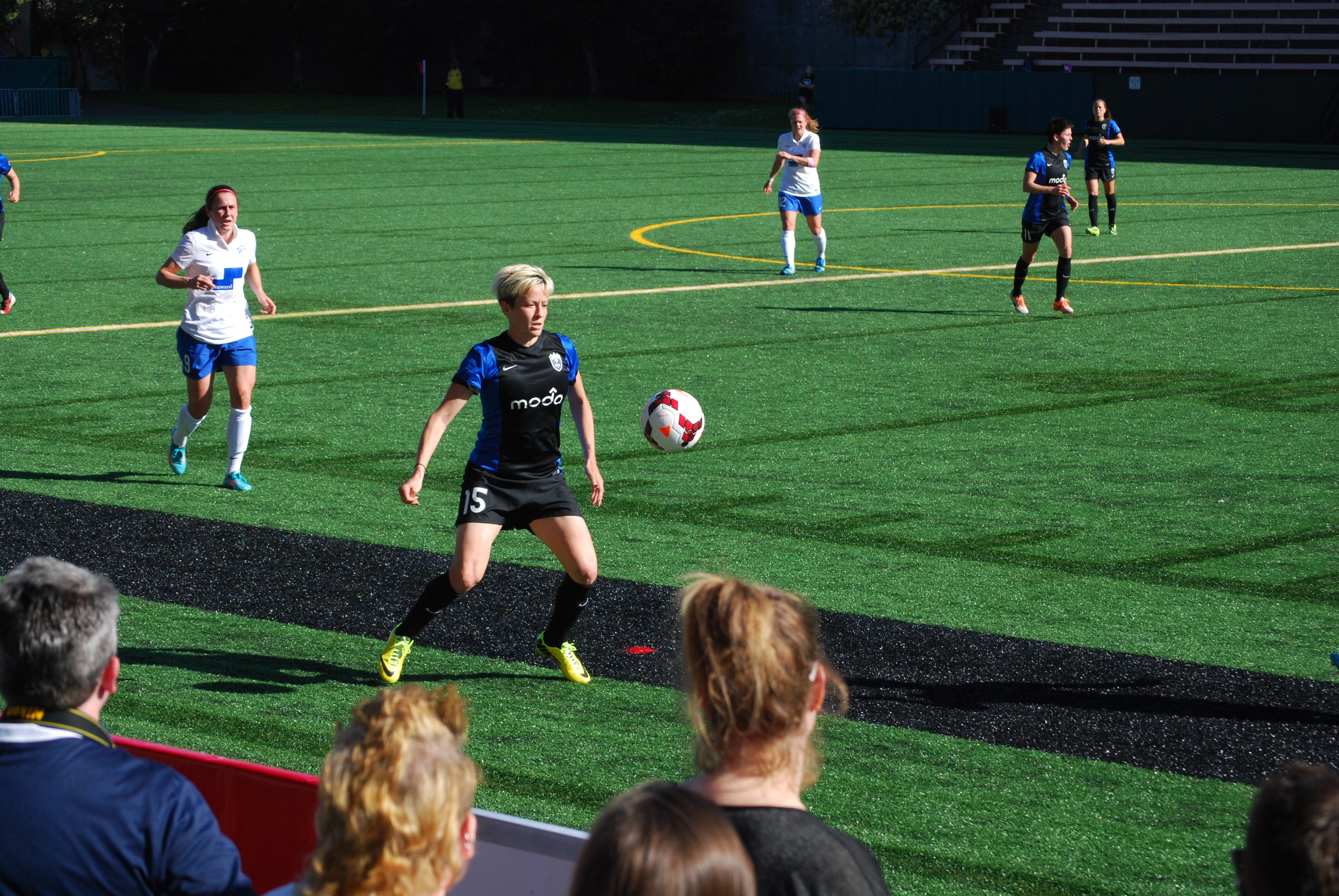
Rapinoe durante un partido contra los Boston Breakers el 13 de abril de 2014.

### OL Reign (2013–2023)
En 2013, Rapinoe se unió al OL Reign (en aquel entonces llamado Seattle Reign FC, luego Reign FC), equipo de la National Women's Soccer League al que había sido asignada previamente. Antes de que Rapinoe se uniera al club, al equipo le había costado marcar goles y llevaba una racha de 9 derrotas y 1 empate en diez partidos. Con la incorporación de Rapinoe, su compañera en la selección y excompañera en Seattle Sounders Women, Hope Solo, y algunos cambios en la delantera de la alineación, el Reign mejoró su capacidad goleadora y solventaron su racha en la liga. Durante un partido contra su exequipo de la WPS, las Chicago Red Stars, Rapinoe desempeñó un papel activo en los cuatro goles del Reign, liderando el equipo para ganar 4-1 a Chicago. Después de marcar dos goles y dar una asistencia durante el partido, fue nombrada Jugadora de la Semana de la NWSL en la semana 16 de la temporada de 2013 de la NWSL. A pesar de haber jugado aproximadamente la mitad de la temporada (12 de los 22 partidos de la temporada regular), Rapinoe fue la máxima goleadora de Reign con cinco goles.
Después de sufrir una lesión en el pie en el primer partido como local de la temporada de 2014 el 14 de abril, Rapinoe se perdió varios partidos e hizo su segunda aparición de la temporada el 3 de julio contra Western New York Flash. Sus cuatro goles y una asistencia durante la temporada regular ayudaron a Reign a asegurar el título de la temporada regular de la liga (NWSL Shield) con una racha de 16 partidos ganados, 6 empatados y 2 perdidos, y 54 puntos (13 más que el segundo clasificado, Kansas City). Durante el partido de semifinales de los playoffs contra Washington Spirit, Rapinoe anotó un gol ayudando a Reign a ganar 2-1 y avanzar a la final del campeonato contra Kansas City. A pesar del gol de Rapinoe durante la final del campeonato, el Reign fue derrotado por Kansas City por 1 a 2.
Rapinoe volvió a Reign para la temporada de 2015. Durante el primer partido del equipo contra Western New York Flash, marcó su primera tripleta como profesional y dio una asistencia a Jess Fishlock para ayudar a Reign a derrotar por 5 a 1 a Flash. Posteriormente fue nombrada como Jugadora de la Semana de la NWSL de la semana 1 de la temporada. En julio de 2023 anunció que se retirará a final de temporada.

## Trayectoria internacional

### Categorías inferiores
Rapinoe jugó para la selección de fútbol sub-16 de los Estados Unidos y viajó con el equipo a Francia y Houston. También jugó en el Torneo Internacional de la United States Youth Soccer Association en Houston en mayo de 2003.
Entre 2003 y 2005, Rapinoe jugó con la selección femenina de fútbol sub-19 de los Estados Unidos. Hizo 21 apariciones y marcó nueve goles. Su primer partido con el equipo sub-19 fue en enero de 2013 en Chula Vista. Viajó con el equipo durante un tour europeo por los Países Bajos y Alemania en julio de 2003. Marcó su primer gol con el equipo contra México el 1 de marzo de 2003. Rapinoe jugó en tres partidos del Campeonato Sub-19 de la Concacaf 2004, marcando tres goles. Durante la Copa Mundial Sub-19 de 2004 en Tailandia fue la máxima goleadora del equipo con tres goles, incluyendo uno en el partido por el tercer puesto que Estados Unidos ganó contra Brasil.

### Selección nacional absoluta

#### Debut en el equipo nacional y recuperación de la lesión (2006-09)
Rapinoe entrenó con la selección femenina de fútbol de los Estados Unidos por primera vez durante el campo de entrenamiento residencial en Carson. Hizo su debut con la selección absoluta el 23 de julio de 2006 durante un partido amistoso contra Irlanda. Marcó sus dos primeros goles el 1 de octubre de 2006 durante un partido amistoso contra China Taipéi.
Debido a sendas lesiones en el LCA, Rapinoe no jugó en la selección absoluta en 2007 y 2008 por lo que se perdió la Copa Mundial Femenina de Fútbol de 2007 y los Juegos Olímpicos de Pekín 2008. Tras su vuelta a la selección en 2009, lideró el equipo en puntos con cinco, incluyendo dos goles y una asistencia. Estuvo en el once inicial en seis de los siete partidos en los que jugó ese año.
Durante la Copa de Algarve 2009, Rapinoe marcó el gol de la victoria contra Noruega consiguiendo una victoria por 0 a 1 durante el tercer partido de la fase de grupos del equipo en el torneo. Después de que los EE. UU. acabarán primeros de su grupo, fueron derrotados durante una tanda de penales por Suecia en la final del campeonato.

#### Copa Mundial Femenina de la FIFA de 2011

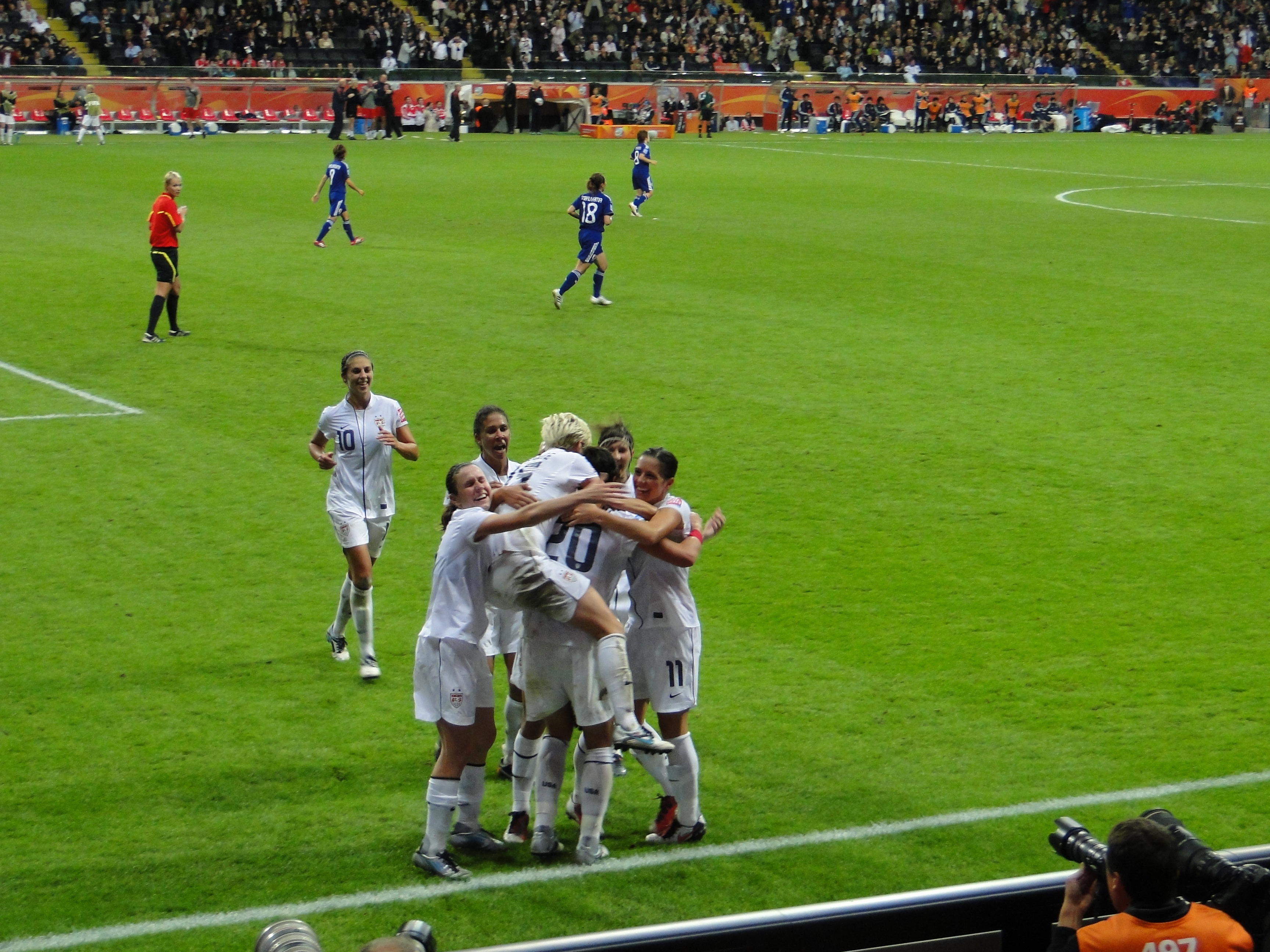
Rapinoe celebrando con sus compañeras después de un gol de los Estados Unidos en la final de la Copa Mundial Femenina de Fútbol de 2011.

En 2010, Rapinoe estuvo en el once inicial en ocho de los diez partidos en los que jugó, marcó cuatro goles y dio dos asistencias. Rapinoe marcó contra Suecia, China y dos veces contra Guatemala en el Premundial 2010, en el que jugó tres partidos. Después de que los Estados Unidos acabasen terceros en el torneo, viajaron a Italia para disputar un partido por una plaza para la Copa Mundial 2011 en el playoff UEFA-Concacaf contra Italia. Durante el segundo partido de la serie, Rapinoe dio una asistencia a Amy Rodriguez para que marcase el gol de la victoria ayudando a Estados Unidos a conseguir una plaza para la Copa Mundial de 2011.
Rapinoe fue convocada por los Estados Unidos para la Copa Mundial Femenina de Fútbol de 2011. Durante el segundo partido del equipo en la fase de grupos contra Colombia, entró al campo durante el 46.º minuto y marcó cuatro minutos después para poner el 2-0 a favor de los Estados Unidos. Rapinoe celebró su gol corriendo hacia la esquina de la izquierda de la portería de Colombia, agarrando un micrófono del terreno de juego que se usa para la retransmisión de los partidos, golpeándolo, y cantando «Born in the U.S.A.» de Bruce Springsteen.
Durante el partido de cuartos de final contra Brasil, Rapinoe entró como suplente y dio el pase preciso a Abby Wambach para que marcase el gol que empató el partido en el 122.º minuto de juego: un gol que tiene el récord de ser el gol más tardío marcado en un partido de la Copa Mundial. Después de eso Rapinoe marcó su tiro durante la tanda de penales para ayudar a que Estados Unidos pasase a las semifinales. Rapinoe describió su pase en el último minuto contra Brasil de esta manera: «Me tomó solo un toque y le pegué con mi pierna izquierda. No me creo que haya golpeado un balón así con mi pierna izquierda. Pude enviarlo al segundo palo y esa bestia en el aire consiguió apoderarse de él».
Después del partido contra Brasil, Rapinoe fue nombrada Jugadora de la Semana Next Level de la ESPN por haber completado 5 de 10 pases mientras el resto del equipo completó 0 de 18. Dio una asistencia en la semifinal contra Francia donde los Estados Unidos ganaron 3-1. Durante el dramático partido contra Japón en frente de 48 817 espectadores con todas las localidades agotadas en el Commerzbank-Arena y una audiencia televisiva sin precedentes, Rapinoe dio su tercera asistencia del torneo a Alex Morgan, que marcó el primer gol del partido en el minuto 69. Los Estados Unidos empataron contra Japón 2-2 durante el tiempo reglamentario y la prórroga llevándoles a su segunda tanda de penales del torneo. Fueron derrotadas 3-1 en los penales y terminaron el torneo con la medalla de plata. Rapinoe acabó el torneo con un gol y tres asistencias. Jugó en los seis partidos de los Estados Unidos.

#### Juegos olímpicos de 2012

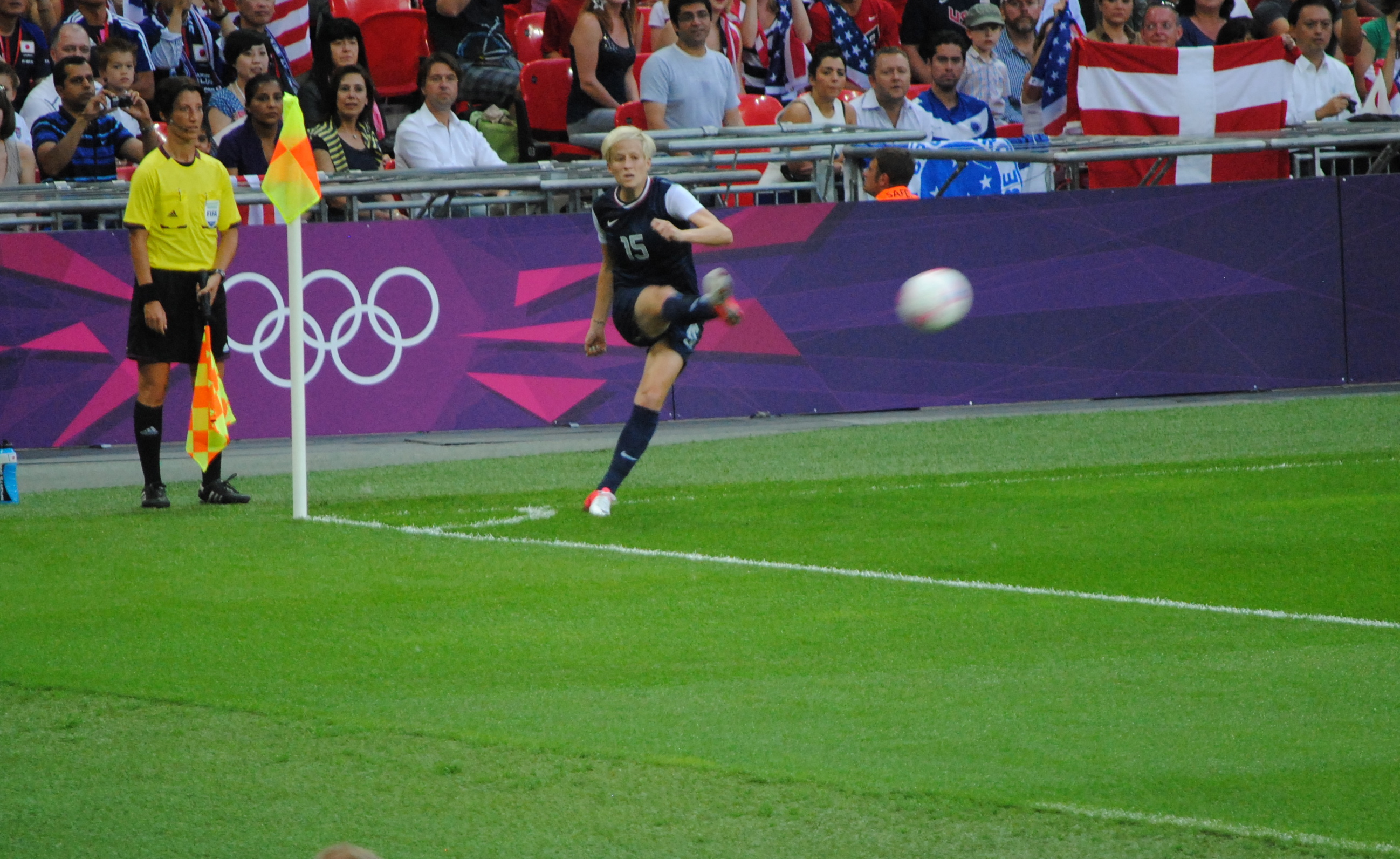
Rapinoe realiza un saque de esquina en el partido por la medalla de oro en los Juegos Olímpicos de Londres 2012.

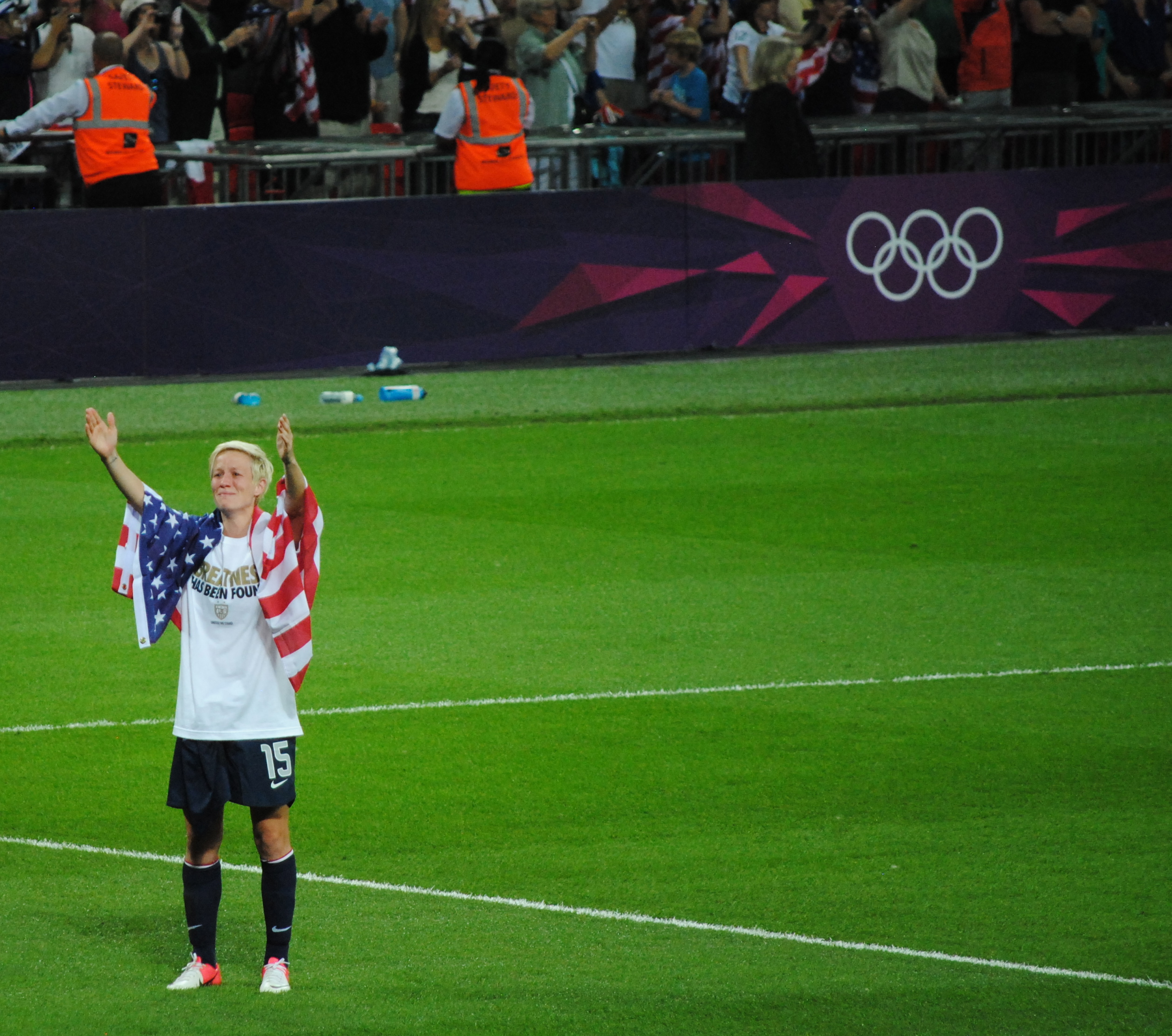
Rapinoe después del partido por la medalla de oro el 9 de agosto de 2012.

Rapinoe ayudó a los Estados Unidos a conseguir la medalla de oro en las Juegos Olímpicos de 2012 de Londres. Durante el segundo partido de la fase de grupos del equipo contra Colombia, marcó el primer gol del partido en el minuto 33 en lo que se convirtió en una victoria por 3 a 0 para las estadounidenses. Después de que los EE. UU. vencieran a Corea del Norte 1-0 en su último partido de la fase de grupos, se enfrentaron a Nueva Zelanda en los cuartos de final y ganaron 2-0.
Durante una dramática semifinal contra Canadá en Old Trafford, Rapinoe marcó dos goles para igualar el marcador en los minutos 54 y 70. Su primer gol fue un gol olímpico. Es la primera jugadora, masculina o femenina, que marca un gol olímpico en los Juegos Olímpicos. Los EE. UU. derrotaron a Canadá 4-3 con un gol en el descuento en el minuto 123 de Alex Morgan. Con sus dos goles, Rapinoe es una de las únicas cinco jugadoras, incluyendo a Wei Haiying, Cristiane, Angela Hucles y Christine Sinclair, que ha marcado dos goles durante una semifinal olímpica.
Los EE. UU. se aseguraron la medalla de oro después de derrotar a Japón 2-1 en el Estadio de Wembley en frente de 80 203 espectadores, el mayor número de espectadores para un partido de fútbol femenino en los Juegos Olímpicos. Rapinoe asistió a Carli Lloyd en el segundo gol de la final en el minuto 53. Acabó el torneo con tres goles y el mayor número de asistencias del equipo, cuatro (empatada con Alex Morgan). Ampliamente considerada como una de las mejores jugadoras de los Juegos Olímpicos, Rapinoe fue nombrada para varias listas del Equipo del Torneo incluyendo el seleccionado por la BBC y All White Kit.
Rapinoe consiguió el récord de su carrera durante un año con 8 goles y 12 asistencias para los Estados Unidos en 2012.

#### 2013-14

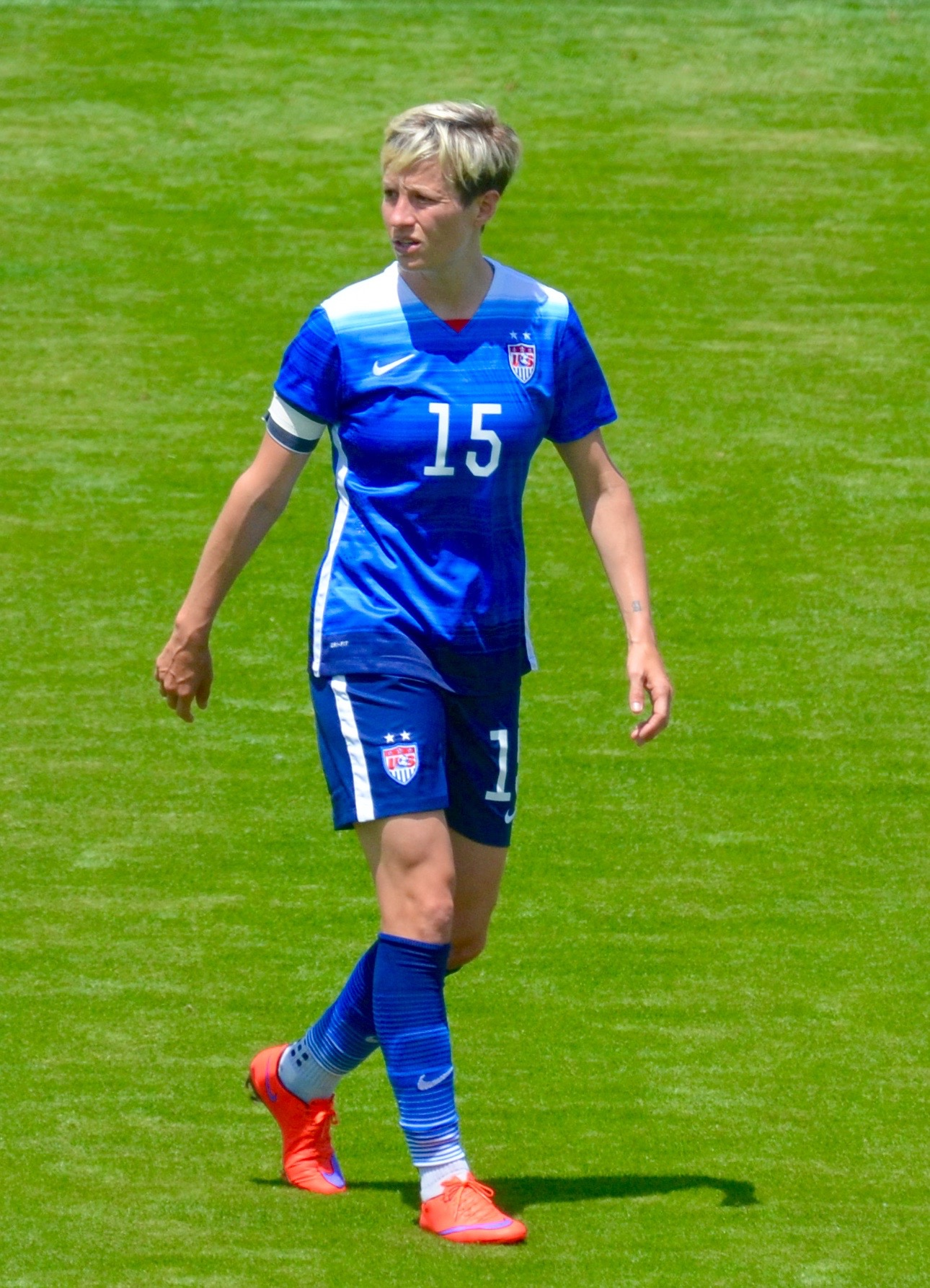
San José, California, 2015.

En la Copa de Algarve 2013 en Portugal, Rapinoe fue nombrada Jugadora del Torneo, a pesar de jugar solo en dos de los cuatro partidos en los que los Estados Unidos compitieron. Se lesionó en un entrenamiento y no jugó durante la final en la que su equipo derrotó a Alemania para ganar la Copa de Algarve 2013.
Durante un partido amistoso contra Corea del Sur el 20 de junio de 2013, Rapinoe lanzó un saque de esquina que terminó en asistencia para que Abby Wambach batiera el récord de 159 goles internacionales. El gol de Wambach rompió el récord del mundo del máximo número de goles internacionales marcados por una mujer o un hombre. Durante un partido amistoso contra Nueva Zelanda en Candlestick Park en San Francisco, Rapinoe marcó el primer gol del partido de libre directo (su 23.º gol como internacional) para ayudar a EE. UU. a ganar 4-1 y fue Jugadora del Partido.

#### Copa Mundial Femenina de la FIFA de 2015
En abril de 2015, Rapinoe fue incluida en la lista para la Copa Mundial Femenina de Fútbol de 2015 en Canadá por la seleccionadora nacional Jill Ellis. Durante el primer partido de la fase de grupos del equipo contra Australia, marcó el primer gol del partido en el minuto 12. También marcó un segundo gol en el minuto 78. Con un otro gol marcado por su compañera de equipo Christen Press en el minuto 61, los Estados Unidos ganaron 3-1.

#### Copa Mundial Femenina de la FIFA 2019
En la Copa Mundial de Francia 2019, Rapinoe hizo historia al ser la mejor jugadora en anotar 6 goles y dar 3 asistencias a gol en la competición. La capitana del equipo ganó el Balón de oro, la Bota de oro, además de la medalla de oro con el equipo de Estados Unidos.
El Balón de oro se le concedió por ser la jugadora más valiosa del torneo y la Bota de oro por ser la máxima anotadora. Además de MPV del torneo, logró tres veces ser la MVP del partido en el Mundial, hito que consiguió en octavos de final ante España, en cuartos de final frente a Francia y en la final frente a Países Bajos.

Como ganadora de la copa mundial femenina de la FIFA 2019 Megan Rapinoe ante un comentario de un entrevistador de la CNN de que haría si Donald Trump la invitara a la casa Blanca ella rechazó asisitr porque según ella el mensaje de Donald Trump  excluye a las personas, Rapinoe dijo:
"Usted me excluye a mí, excluye a las personas que se parecen a mí, excluye a las personas de color, excluye a los estadounidenses que quizás lo apoyan”.

### Mejor jugadora 2019
El 23 de septiembre de 2019 fue elegida la Mejor Jugadora de 2019 por la FIFA y por la revista France Football, que le entregó el Balón de Oro.

## Retiro
A través de un comunicado en sus redes sociales, anunció que se retiraba al final de temporada 2023, para poder centrarse en otros proyectos personales y profesionales.

## Estadísticas

#### Resumen internacional
| Año   | Apar. | Inicio | Min. | Gol. | Asis. |
| ----- | ----- | ------ | ---- | ---- | ----- |
| 2006  | 4     | 0      | 74   | p    | 0     |
| 2009  | 7     | 6      | 473  | 0    | 1     |
| 2010  | 10    | 8      | 620  | 0    | 2     |
| 2011  | 18    | 13     | 1085 | 0    | 5     |
| 2012  | 29    | 20     | 1649 | 0    | 12    |
| 2013  | 7     | 7      | 619  | 0    | 3     |
| 2014  | 21    | 16     | 1252 | 0    | 7     |
| Total | 96    | 70     | 5772 | 29   | 0     |

Actualizado a 21 de diciembre de 2014.

#### Goles como internacional
| #  | Fecha                    | Lugar                                                | Rival         | Gol  | Resultado | Competición                           | Ref.       |
| -- | ------------------------ | ---------------------------------------------------- | ------------- | ---- | --------- | ------------------------------------- | ---------- |
| 1  | 1 de octubre de 2006     | The Home Depot Center, Estados Unidos                | China Taipéi  | 9-0  | 10-0      | Amistoso                              | [ rep 1 ]  |
| 2  | 1 de octubre de 2006     | The Home Depot Center, Estados Unidos                | China Taipéi  | 10-0 | 10-0      | Amistoso                              | [ rep 1 ]  |
| 3  | 9 de marzo de 2009       | Estadio Algarve, Portugal                            | Noruega       | 0-1  | 0-1       | Copa de Algarve 2009                  | [ rep 2 ]  |
| 4  | 25 de mayo de 2009       | BMO Field, Canadá                                    | Canadá        | 0-2  | 0-4       | Amistoso                              | [ rep 3 ]  |
| 5  | 17 de julio de 2010      | Rentschler Field, Estados Unidos                     | Suecia        | 1-0  | 3-0       | Amistoso                              | [ rep 4 ]  |
| 6  | 2 de octubre de 2010     | Kennesaw State University Stadium, Estados Unidos    | China         | 1-0  | 2-1       | Amistoso                              | [ rep 5 ]  |
| 7  | 30 de octubre de 2010    | Estadio Quintana Roo, México                         | Guatemala     | 2-0  | 9-0       | Premundial Concacaf 2010              | [ rep 6 ]  |
| 8  | 30 de octubre de 2010    | Estadio Quintana Roo, México                         | Guatemala     | 5-0  | 9-0       | Premundial Concacaf 2010              | [ rep 6 ]  |
| 9  | 2 de marzo de 2011       | Estadio de Vila Real de Santo António, Portugal      | Japón         | 2-0  | 2-1       | Copa de Algarve 2011                  | [ rep 7 ]  |
| 10 | 2 de abril de 2011       | Brisbane Road, Inglaterra                            | Inglaterra    | 1-2  | 1-2       | Amistoso                              | [ rep 8 ]  |
| 11 | 2 de julio de 2011       | Rhein-Neckar-Arena, Alemania                         | Colombia      | 2-0  | 3-0       | Mundial 2011                          | [ rep 9 ]  |
| 12 | 22 de enero de 2012      | Estadio BC Place, Canadá                             | Guatemala     | 11-0 | 13-0      | Preolímpico Concacaf 2012             | [ rep 10 ] |
| 13 | 28 de julio de 2012      | Hampden Park, Escocia                                | Colombia      | 1-0  | 3-0       | Juegos Olímpicos 2012                 | [ rep 11 ] |
| 14 | 6 de agosto de 2012      | Old Trafford, Inglaterra                             | Canadá        | 1-1  | 3-4       | Juegos Olímpicos 2012                 | [ rep 12 ] |
| 15 | 6 de agosto de 2012      | Old Trafford, Inglaterra                             | Canadá        | 2-2  | 3-4       | Juegos Olímpicos 2012                 | [ rep 12 ] |
| 16 | 1 de septiembre de 2012  | Sahlen's Stadium, Estados Unidos                     | Costa Rica    | 1-0  | 8-0       | Amistoso                              | [ rep 13 ] |
| 17 | 1 de septiembre de 2012  | Sahlen's Stadium, Estados Unidos                     | Costa Rica    | 5-0  | 8-0       | Amistoso                              | [ rep 13 ] |
| 18 | 1 de diciembre de 2012   | Estadio de la Universidad de Phoenix, Estados Unidos | Irlanda       | 2-0  | 2-0       | Amistoso                              | [ rep 14 ] |
| 19 | 15 de diciembre de 2012  | FAU Stadium, Estados Unidos                          | China         | 2-0  | 4-1       | Amistoso                              | [ rep 15 ] |
| 20 | 13 de febrero de 2013    | LP Field, Estados Unidos                             | Escocia       | 1-0  | 3-1       | Amistoso                              | [ rep 16 ] |
| 21 | 8 de marzo de 2013       | Estadio de Albufeira, Portugal                       | China         | 3-0  | 5-0       | Copa de Algarve 2013                  | [ rep 17 ] |
| 22 | 5 de abril de 2013       | Sparda-Bank-Hessen-Stadion, Alemania                 | Alemania      | 0-2  | 3-3       | Amistoso                              | [ rep 18 ] |
| 23 | 27 de octubre de 2013    | Candlestick Park, Estados Unidos                     | Nueva Zelanda | 1-0  | 4-1       | Amistoso                              | [ rep 19 ] |
| 24 | 10 de marzo de 2014      | Estadio de Albufeira, Portugal                       | Dinamarca     | 3-4  | 3-5       | Copa de Algarve 2014                  | [ rep 20 ] |
| 25 | 6 de abril de 2014       | Dick's Sporting Goods Park, Estados Unidos           | China         | 2-0  | 2-0       | Amistoso                              | [ rep 21 ] |
| 26 | 20 de agosto de 2014     | WakeMed Soccer Park, Estados Unidos                  | Suiza         | 1-0  | 4-1       | Amistoso                              | [ rep 22 ] |
| 27 | 19 de septiembre de 2014 | Sahlen's Stadium, Estados Unidos                     | México        | 2-0  | 4-0       | Amistoso                              | [ rep 23 ] |
| 28 | 17 de octubre de 2014    | Toyota Park, Estados Unidos                          | Guatemala     | 5-0  | 5-0       | Premundial Concacaf 2014              | [ rep 24 ] |
| 29 | 14 de diciembre de 2014  | Estadio Mané Garrincha, Brasil                       | Brasil        | 0-2  | 3-2       | Torneo Internacional de Brasilia 2014 | [ rep 25 ] |
| 30 | 8 de junio de 2015       | Estadio de Winnipeg, Canadá                          | Australia     | 1-0  | 3-1       | Mundial 2015                          | [ rep 26 ] |
| 31 | 8 de junio de 2015       | Estadio de Winnipeg, Canadá                          | Australia     | 3-1  | 3-1       | Mundial 2015                          | [ rep 26 ] |

## Condecoraciones y premios

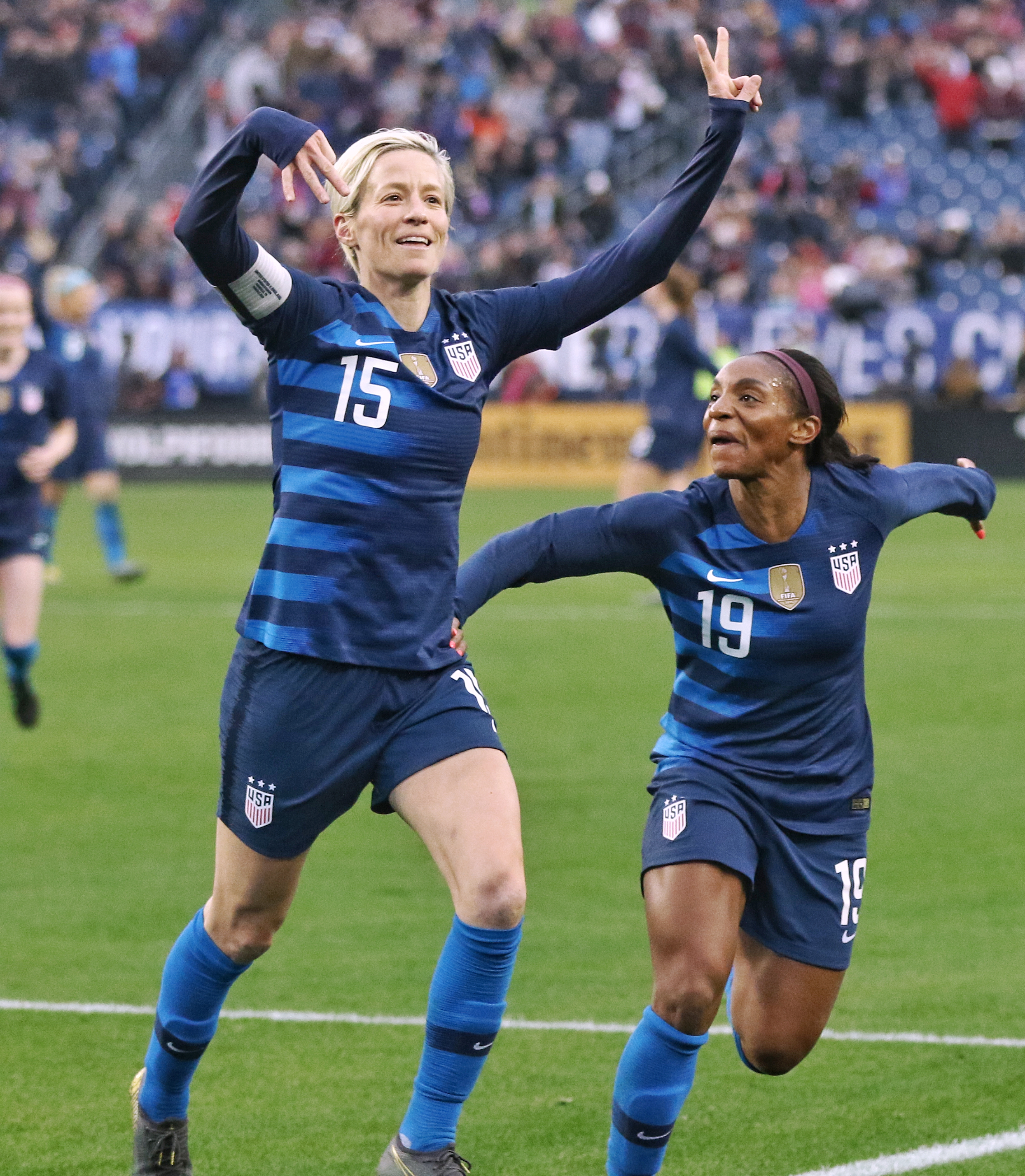
Celebración de gol de Megan Rapinoe en 2019, Estados Unidos femenino vs Inglaterra, 2 de marzo de 2019.

Después de la Copa Mundial Femenina de la FIFA 2011, la ciudad natal de Rapinoe, Redding, la honró con un desfile y nombró el 10 de septiembre como el Día de Megan Rapinoe. Recibió el premio Harry Glickman Professional Female Athlete of the Year en la 60.ª edición de los Oregon Sports Awards celebrados el 12 de febrero de 2012. El 25 de octubre de 2012, fue una de las diez jugadoras femeninas nominadas al premio Jugadora Mundial de la FIFA. Ese mismo año, fue finalista del Most Inspiring Performers de 2012 de Sports Illustrated. Rapinoe fue galardonada con el Board of Directors Award por el Los Angeles Gay and Lesbian Center el 10 de noviembre de 2012, por concienciar sobre las personas LGBT en el deporte.
En marzo de 2013, Rapinoe fue nombrada Jugadora del Torneo en la Copa de Algarve de 2013 que ganó Estados Unidos. Anotó un gol y dio una asistencia en dos partidos. Después de marcar dos goles y asistir en otro durante una victoria por 4-1 sobre Chicago Red Stars el 25 de julio de 2013, fue nombrada Jugadora de la Semana de la NWSL por los medios en la semana 16 de la temporada de 2013 de la NWSL.
En diciembre de 2014, Rapinoe fue incluida en el Shasta County Sports Hall Of Fame junto con otros atletas del Condado de Shasta como Ryan O'Callaghan y Ricky Ray. En abril de 2015, Rapinoe fue nombrada Jugadora de la Semana de la NWSL en la semana 2 de la temporada de 2015 de la NWSL.
El 7 de julio de 2022, recibió de manos del Presidente de los Estados Unidos Joe Biden, la Medalla Presidencial de la Libertad, el más alto galardón en la nación norteamericana, por su contribución hacia la igualdad en el mundo.

## Vida personal
El 2 de julio de 2012, Rapinoe reveló públicamente que era lesbiana en una entrevista para la revista Out, en la cual revelaba que había estado en una relación con la futbolista australiana Sarah Walsh desde 2009. Después de aproximadamente cinco años juntas, Rapinoe y Walsh terminaron su relación en 2013. A continuación, Rapinoe y la artista Sera Cahoone mantuvieron una relación y anunciaron su boda en agosto de 2015 pero más tarde rompieron el compromiso. Posteriormente, Rapinoe comenzó una nueva relación y se casó con la jugadora de baloncesto Sue Bird, cinco veces campeona olímpica con el equipo de baloncesto de Estados Unidos.

### Filantropía
Rapinoe ha hecho labores filantrópicas para Gay, Lesbian & Straight Education Network (GLSEN) y el Comité Olímpico Estadounidense. En 2013, se convirtió en embajadora de Athlete Ally, una organización sin ánimo de lucro que se centra en acabar con la homofobia y la transfobia en el deporte. Se le considera una de las voces más conocidas en la defensa de los derechos de la comunidad LGTB.
Es activista por la equidad y el reconocimiento del fútbol femenino en igualdad de condiciones con el masculino.  El 8 de marzo de 2019, fue una de las 28 jugadoras que pusieron una denuncia a la Federación Estadounidense de Fútbol (USSF) por discriminación ante un tribunal de Los Ángeles, reclamando igualdad salarial con el equipo masculino. Cuando la Selección ganó el Mundial de Francia 2019 y justo antes de que Rapinoe levantara el trofeo de campeonas para Estados Unidos, los espectadores en el estadio de Lyon gritaron: “Equal pay, equal pay!” [en español, "igualdad salarial, igualdad salarial"].

### Patrocinios
Rapinoe ha firmado acuerdos de patrocinio con Nike y Samsung. Ha aparecido en varios anuncios de Nike. En 2013, apareció en un anuncio para la compañía de ropa Wildfang y comenzó una asociación con la compañía de productos sanitarios DJO Global, el 16 de junio del 2021, fue fichada junto con la actriz india Priyanka Chopra, como nuevas embajadoras en el relanzamiento de la marca de ropa interior para mujer Victoria's Secret.

## En la cultura popular

### Medios de comunicación impresos
Rapinoe apareció en la portada de Curve en la edición de marzo de 2013. Fue reseñada en la edición del 6 de agosto de 2012 de Sports Illustrated y la edición de julio de 2012 de Out. La edición del 11 de abril de 2013 de The New York Times incluyó un artículo sobre sus experiencias en Francia, con la selección nacional y saliendo del armario antes de los Juegos Olímpicos de 2012. En julio de 2014, apareció en The Body Issue de ESPN.

### Televisión y cine
Rapinoe ha aparecido en The Daily Show, The Today Show, The Rachel Maddow Show y Good Morning America. En 2012, apareció en un vídeo de ESPN llamado Title IX is Mine: USWNT. Rapinoe fue el centro de un reportaje de Fox Soccer titulado Fox Soccer Exclusive: Megan Rapinoe en noviembre de 2012.